# سليمان باشا الحموي السلحدار
البكلربك سليمان باشا الحموي السلحدار هو سياسي عثماني شغل منصب والي دمشق منذ 1 يونيو 1783 حتى 1784.

## مناصبه
تولى المناصب التالية:
- والي دمشق (1 يونيو 1783–1784)